# Ful·leroide
Un ful·leroide és un compost químic la qual estructura és semblant a la d'un ful·lerè, però no té per fórmula general {\displaystyle {\ce {C_{n}}}}.

## Etimologia
El mot ful·leroide és un mot compost de «ful·ler», que ve de ful·lerè, i del sufix «—oide», que prové del llatí -oīdes, i aquest del grec —οειδής —oeidḗs o —οειδές -oeidés, de —ο— —o—, vocal d'unió, i —ειδής —eidḗs o —ειδές —eidés «semblant a», de l'arrel de εἶδος eîdos «forma». Per tant, «ful·leroide» significa «semblant a ful·lerè» o «en forma de ful·lerè».

## Classes
Hom distingeix diverses classes de ful·leroides: heteroful·lerens, norful·lerens, homoful·lerens, secoful·lerens i cicloful·lerens:
- 1-aza-9-bora(C60-Ih)[5,6]ful·lerè
- 2H-1-nor(C60-Ih)[5,6]ful·lerè
- 1aH-1(9)a-homo(C60-Ih)[5,6]ful·lerè
- 1,9-seco(C60-Ih)[5,6]ful·lerè

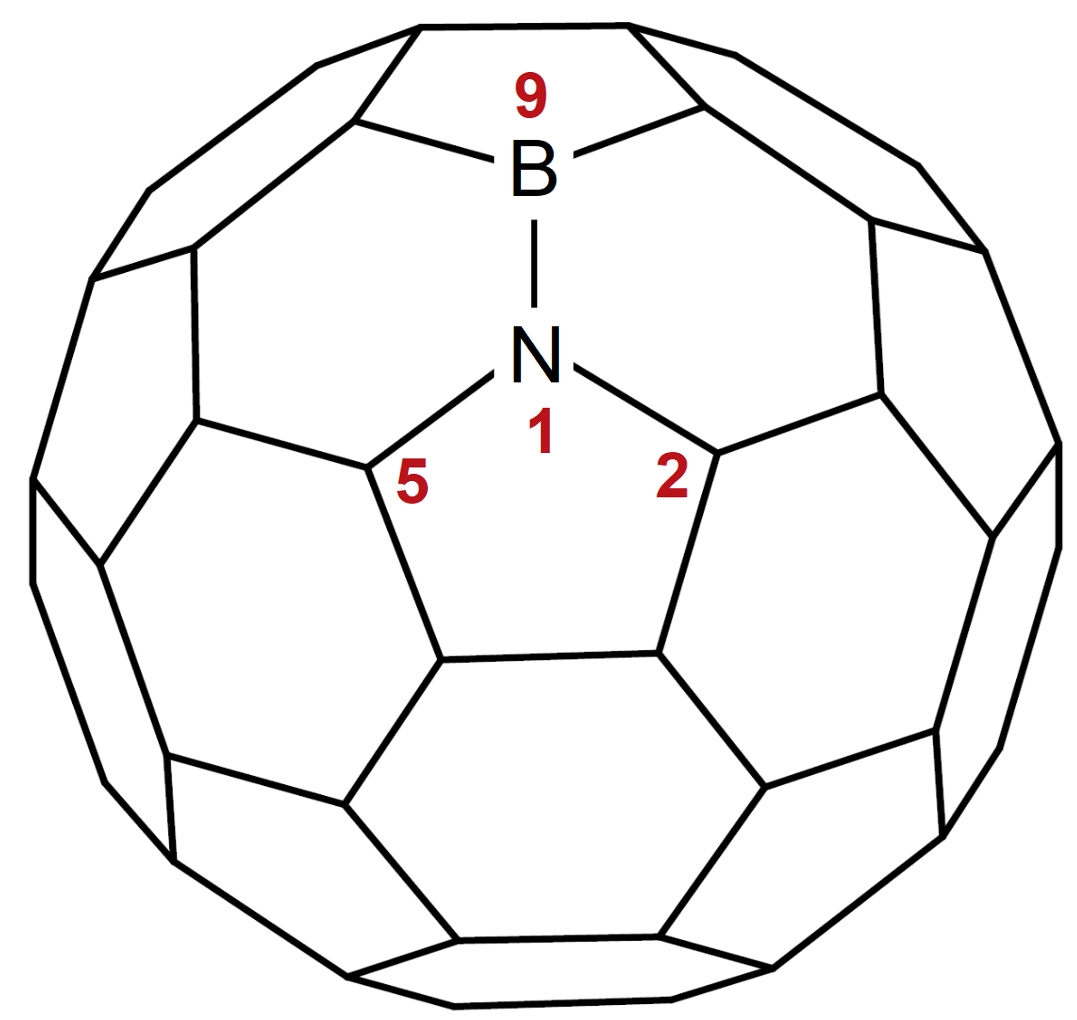
Heteroful·lerens: són derivats de ful·lerens on s'ha reemplaçat un o més àtoms de carboni per heteroàtoms, com ara el nitrogen, el silici, el bor, etc. La substitució d'un nombre imparell d'àtoms de carboni per àtoms trivalents, com el nitrogen o el bor, condueix a radicals que es poden estabilitzar per dimerització. La substitució d'un nombre parell de carbonis donen lloc directament a sistemes de capa tancada. Malgrat això, també són possibles heteroàtoms amb altres valències.[4] Són exemples el sila(C60-Ih)[5,6]ful·lerè que té un carboni substituït per un silici i fórmula {\displaystyle {\ce {SiC59}}} i l'1-aza-9-bora(C60-Ih)[5,6]ful·lerè que té un carboni substituït per un nitrogen (posició 1) i un altre per un bor (posició 9), que estan units amb fórmula {\displaystyle {\ce {BNC58}}}.
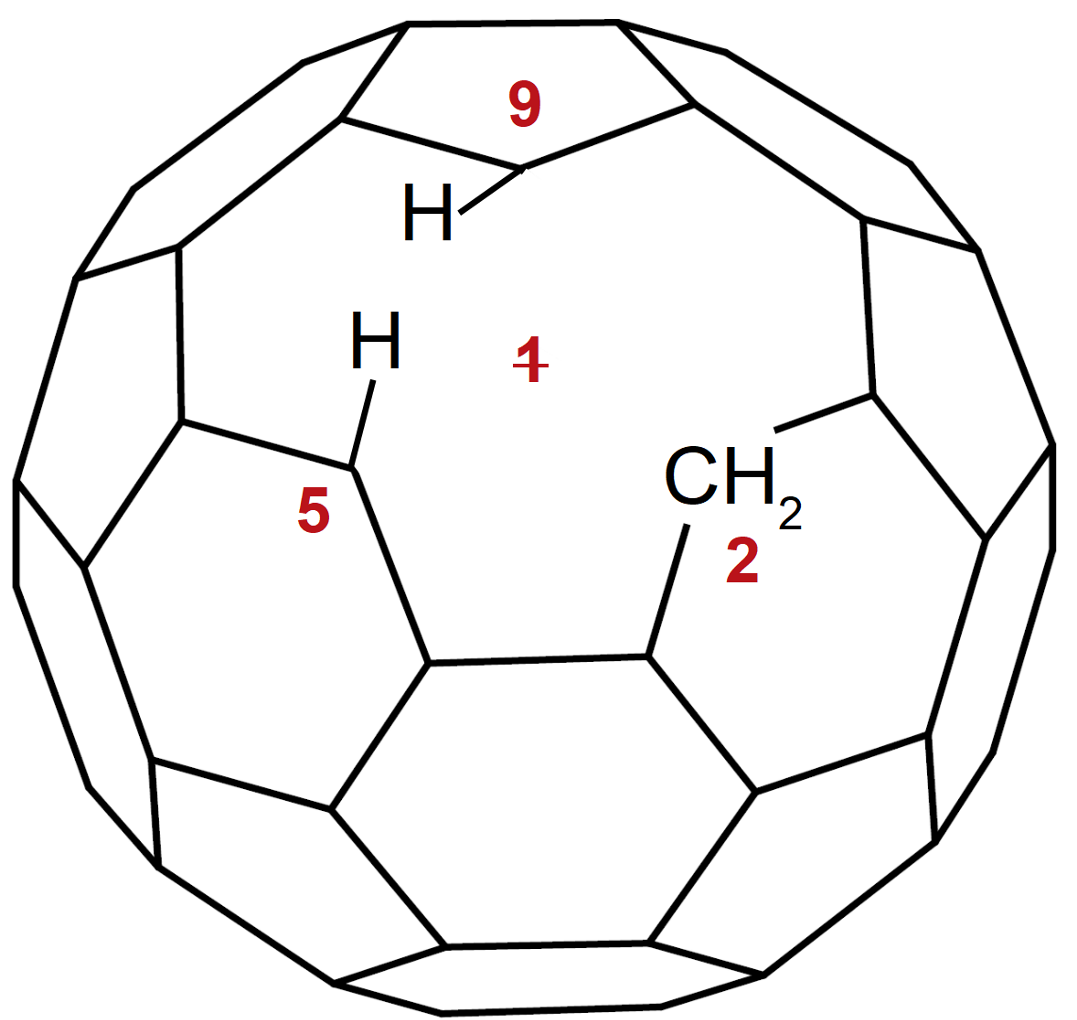
Norful·lerens: són composts que poden considerar-se que deriven d'un ful·lerè per eliminació d'un o més àtoms de carboni. Per exemple, el 2H-1-nor(C60-Ih)[5,6]ful·lerè ha perdut un carboni i els quatre enllaços que han quedat buits estan units a hidrògens, essent la fórmula {\displaystyle {\ce {C59H4}}}; i en el 1,9-dinor(C60-Ih)[5,6]ful·lerè s'han perdut dos carbonis, i hi ha quatre hidrògens amb una fórmula {\displaystyle {\ce {C58H4}}}.
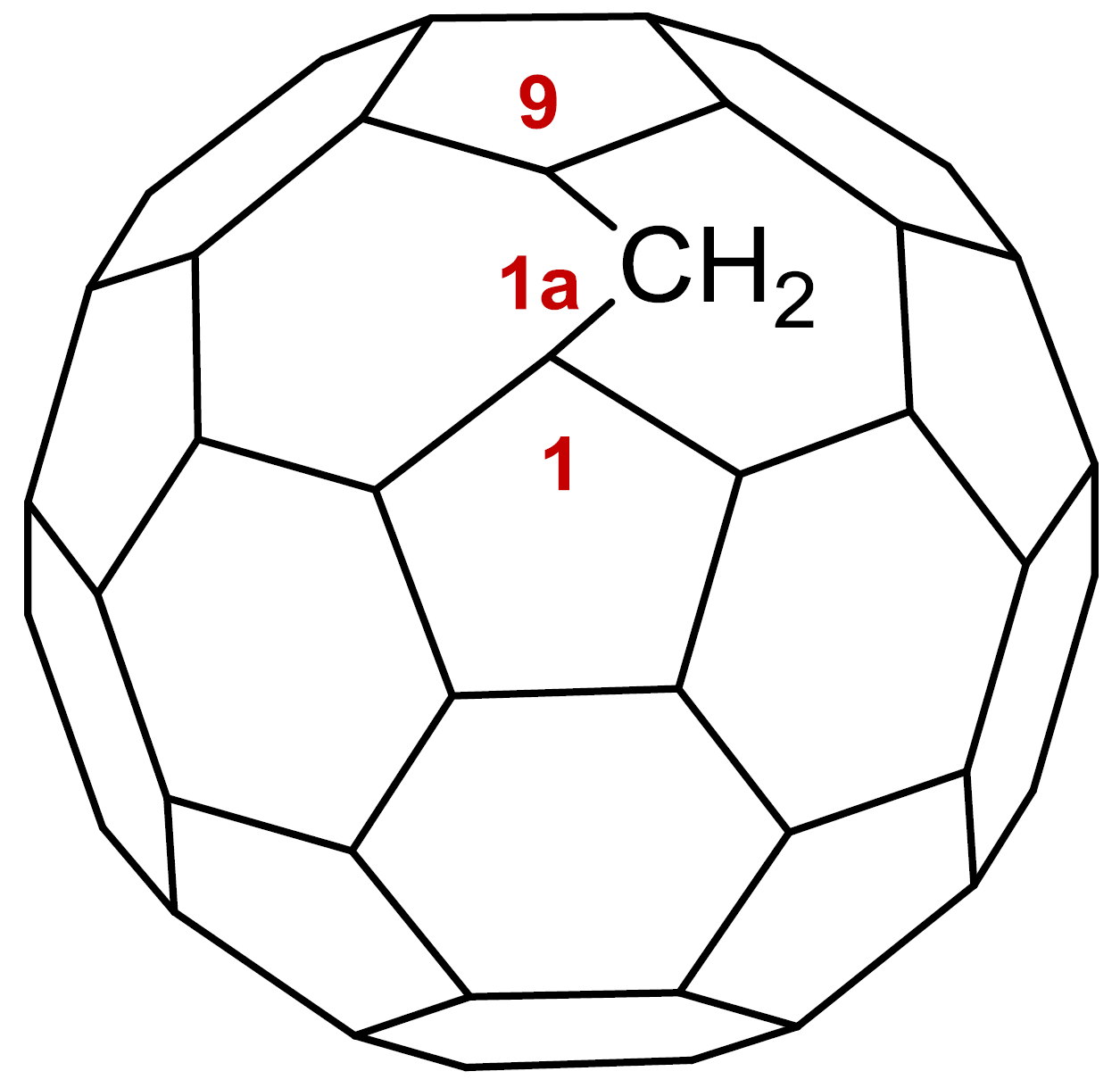
Homoful·lerens: hom pot suposar que són derivats dels ful·lerens per substitució de carbonis per grups metilè {\displaystyle {\ce {-CH2 -}}}. Així el 1aH-1(9)a-homo(C60-Ih)[5,6]ful·lerè té un grup metilè (el seu carboni és l'1a) entre els carbonis 1 i 9 i la seva fórmula és {\displaystyle {\ce {C61H2}}}.
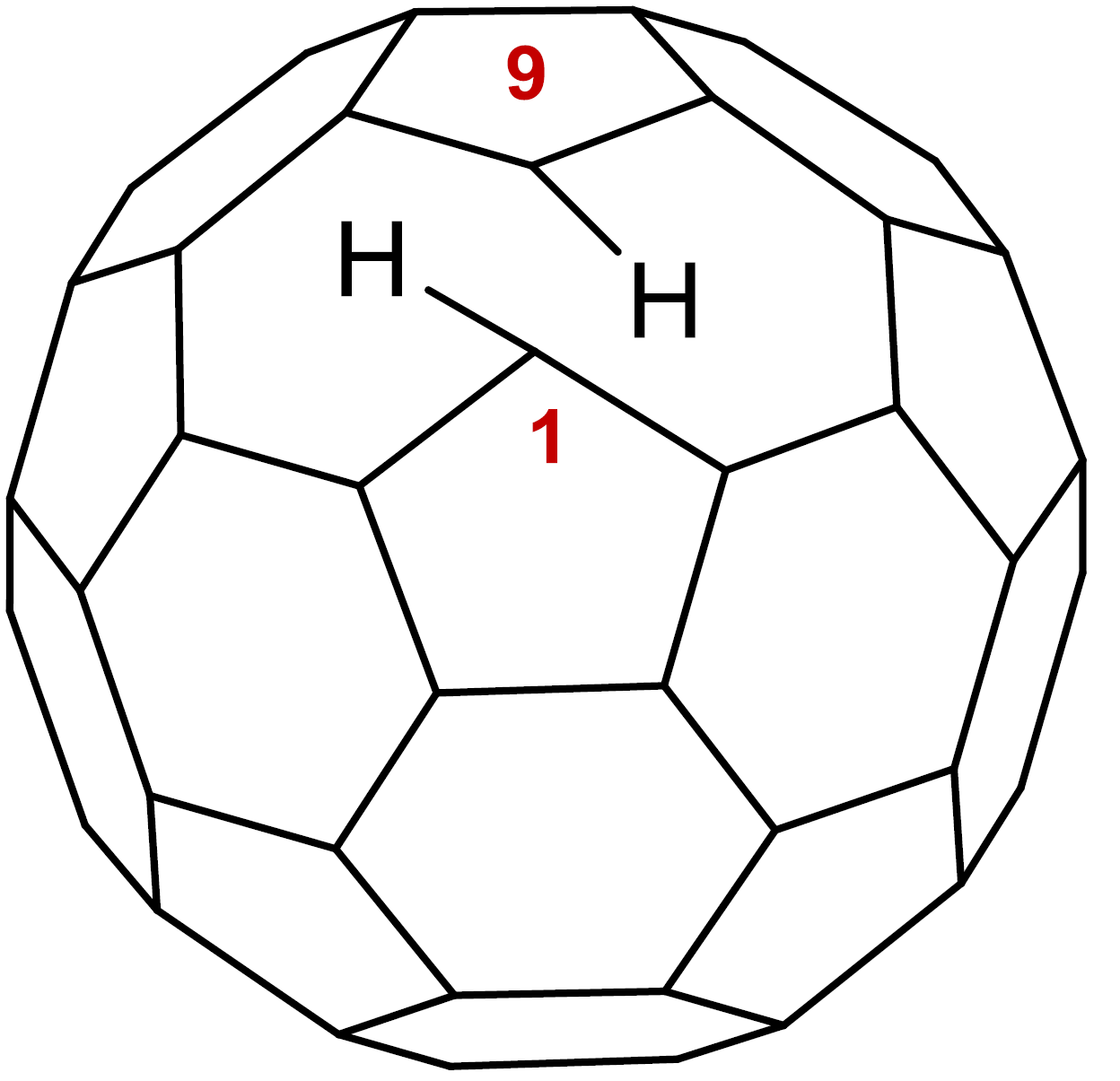
Secoful·lerens: són derivats dels ful·lerens per eliminació d'enllaços entre carbonis. Per exemple el 1,9-seco(C60-Ih)[5,6]ful·lerè té per fórmula {\displaystyle {\ce {C60H2}}} i ha perdut l'enllaç entre els carbonis 1 i 9; el 22,23:24,25-diseco(C70-D5h(6))[5,6]ful·lerè ha perdut dos enllaços entre els carbonis 22 i 23 i entre els 24 i 25. La seva fórmula és {\displaystyle {\ce {C70H4}}}.
- Cicloful·lerens: El prefix «ciclo–» indica la formació d'un enllaç entre dos àtoms d'un ful·lerè modificat o d'un ful·lerè multicomponent. En els ful·lerens d'un sol component, gairebé sempre es produeix en combinació amb un o més dels prefixos de modificació de l'estructura descrits anteriorment.[3]